# Raffaello
Raffaello, thường gọi là Raphael, tên đầy đủ là Raffaello Sanzio da Urbino (6 tháng 4 hoặc 28 tháng 3 năm 1483 – 6 tháng 4 năm 1520) là họa sĩ và kiến trúc sư nổi tiếng người Ý. Cùng với Michelangelo và Leonardo da Vinci, ông hình thành bộ ba bậc thầy vĩ đại vào thời đó.
Raphael là một họa sĩ rất năng suất, ông có một xưởng vẽ rất lớn, và bất chấp cái chết khá sớm của ông ở tuổi 37, đã để lại một khối lượng lớn các tác phẩm. Nhiều tác phẩm của ông được tìm thấy trong tòa thánh Vatican, nơi những bức bích họa trong Dãy phòng Raffaello ở ngay trung tâm, và đây cũng là các tác phẩm lớn nhất trong sự nghiệp của ông. Các tác phẩm nổi tiếng nhất là The School of Athens trong tòa nhà Vatican Stanza della Segnatura. Sau những năm đầu tiên của ông ở Rome nhiều tác phẩm của ông đã được thực hiện tại xưởng vẽ, với chất lượng giảm đáng kể. Ông có ảnh hưởng lớn trong suốt cuộc đời, mặc dù bên ngoài Rome tác phẩm của ông đã được biết đến chủ yếu từ các bức vẽ hợp tác với người khác của ông. Sau cái chết của ông, ảnh hưởng của Michelangelo - đối thủ lớn của ông - đã trở nên rộng rãi hơn cho đến thế kỷ thứ 18 và 19, khi sự hòa nhã và hài hòa của Raphael đã một lần nữa được coi là kiểu mẫu. Sự nghiệp của ông chia thành ba giai đoạn và ba phong cách, do Giorgio Vasari mô tả đầu tiên: những năm đầu tiên của ông ở Umbria, sau đó một thời gian khoảng bốn năm (1504-1508) tiếp thu những truyền thống nghệ thuật của Florence, tiếp theo là thời gian mười hai năm cuối cùng thành công và bận rộn ở Rome, khi ông làm việc cho hai vị Giáo hoàng và các cộng sự thân thiết của họ.

## Tiểu sử

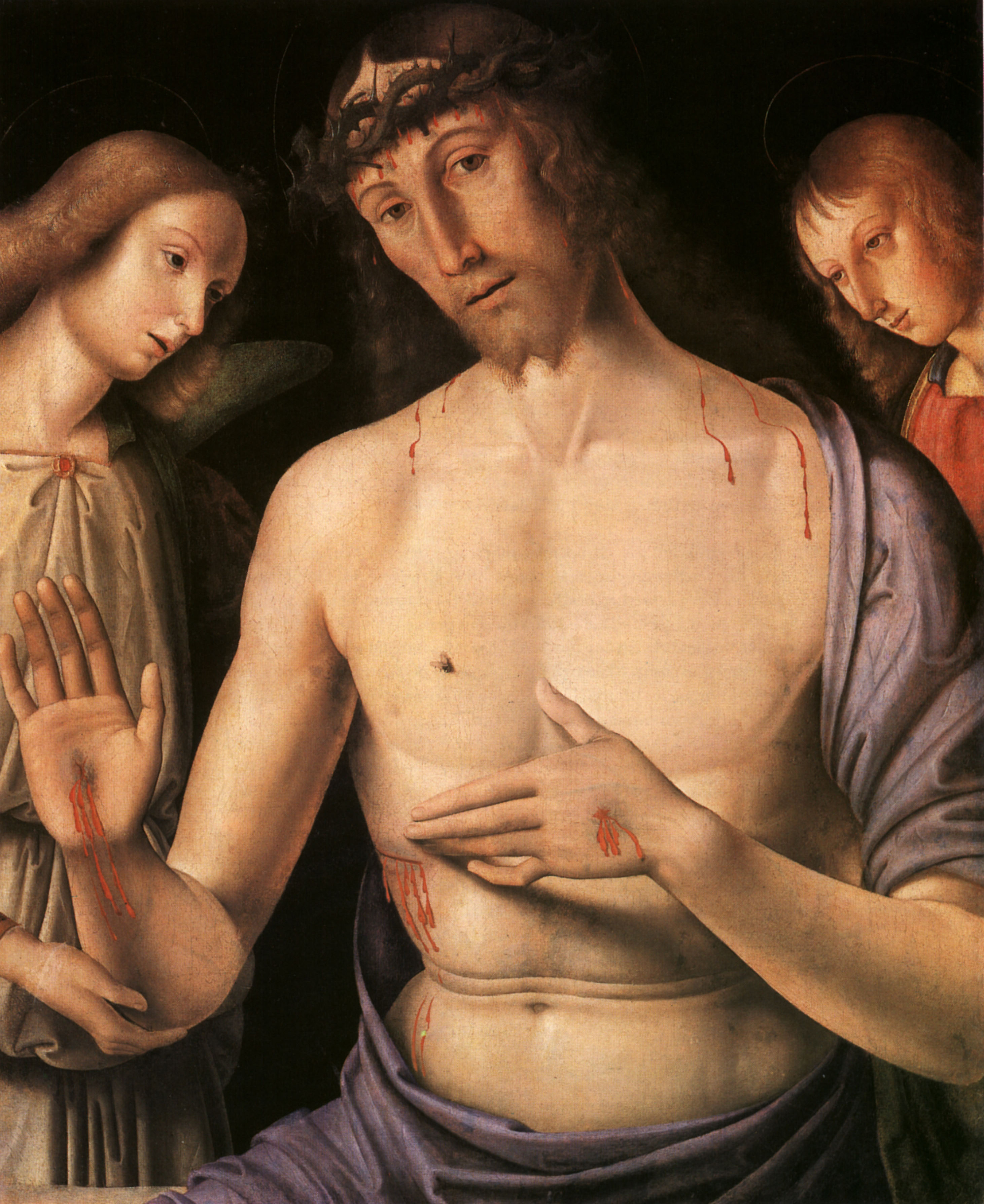
Tranh của Giovanni Santi- cha Raphael - Christ bên hai thiên thần, ~1490

Ông sinh tại một thành phố nhỏ Urbino nhưng quan trọng về mặt nghệ thuật ở miền trung Ý trong vùng Marche, nơi cha ông Giovanni Santi là họa sĩ riêng của Công tước. Danh tiếng của nhóm nghệ sĩ đã được tạo dựng bởi Federico III da Montefeltro, một Tư lệnh thành công lớn đã được Giáo hoàng phong là công tước Urbino - và qua đời một năm trước khi Raphael được sinh ra. Sự nhấn mạnh của nhóm văn nghệ Federico bao gồm khá nhiều tác phẩm văn học nghệ thuật hơn, nhưng Giovanni Santi là một nhà thơ kiêm họa sĩ, ông đã viết một trường ca mô tả cuộc đời của Federico, và cả hai đã viết văn thơ và sản xuất các trang trí cho nhóm như một hình thức vui chơi giải trí. Bài thơ của ông dành cho Federico cho thấy ông đã thể hiện nhận thức của các họa sĩ Bắc Ý tiên tiến nhất, và các nghệ sĩ Hà Lan trong giai đoạn đầu. Trong nhóm nghệ sĩ rất nhỏ của Urbino ông có lẽ đã được coi là thành viên của gia đình cầm quyền hơn so với hầu hết các họa sĩ trong cùng nhóm.
Federico mất đi và được con trai của ông Guidobaldo da Montefeltro kế vị, người đã kết hôn với Elisabetta Gonzaga - con gái của vua vùng Mantua, nơi nổi tiếng nhất nước Ý với các hoạt động âm nhạc và nghệ thuật tạo hình. Dưới sự tài trợ của hai vợ chồng, nhóm nghệ sĩ của Ubino vẫn tiếp tục là một trung tâm văn học nghệ thuật. Lớn lên trong cộng đồng văn hóa này đã tạo điều kiện cho Raphael nghệ thuật cư xử và kỹ năng xã hội tuyệt vời, sử gia Vasari nhấn mạnh. Hình thức phát triển văn hóa nghệ thuật này tại Urbino đã trở thành hình mẫu của một loạt các tổ chức nhân văn trên toàn nước Ý qua việc mô tả chi tiết của Baldassare Castiglione trong tác phẩm The Book of the Courtier kinh điển của ông, xuất bản năm 1528. Castiglione chuyển đến Urbino vào năm 1504, khi Raphael đã không còn ở đó nữa nhưng thường xuyên ghé qua, và họ đã trở thành những người bạn tốt của nhau. Castiglione trở nên thân thiết với những khách mời thường xuyên của nhóm - Pietro Bibbiena và Pietro Bembo - cả hai sau đó đều trở thành Hồng y. Hai người lúc đó đều đã là các nhà văn nổi tiếng, trong tương lai đều ở Rome khi Raphael tới đó. Raphael hòa nhập một cách dễ dàng trong giới thượng lưu trong suốt cuộc đời của ông, đây là một trong những yếu tố tạo ra một ấn tượng sai lệch về sự thành công dễ dàng trong sự nghiệp của Raphael. Mặc dù ông đã không được giáo dục một đầy đủ, nhưng cũng không rõ vì sao ông lại đọc tiếng Latin một cách dễ dàng.

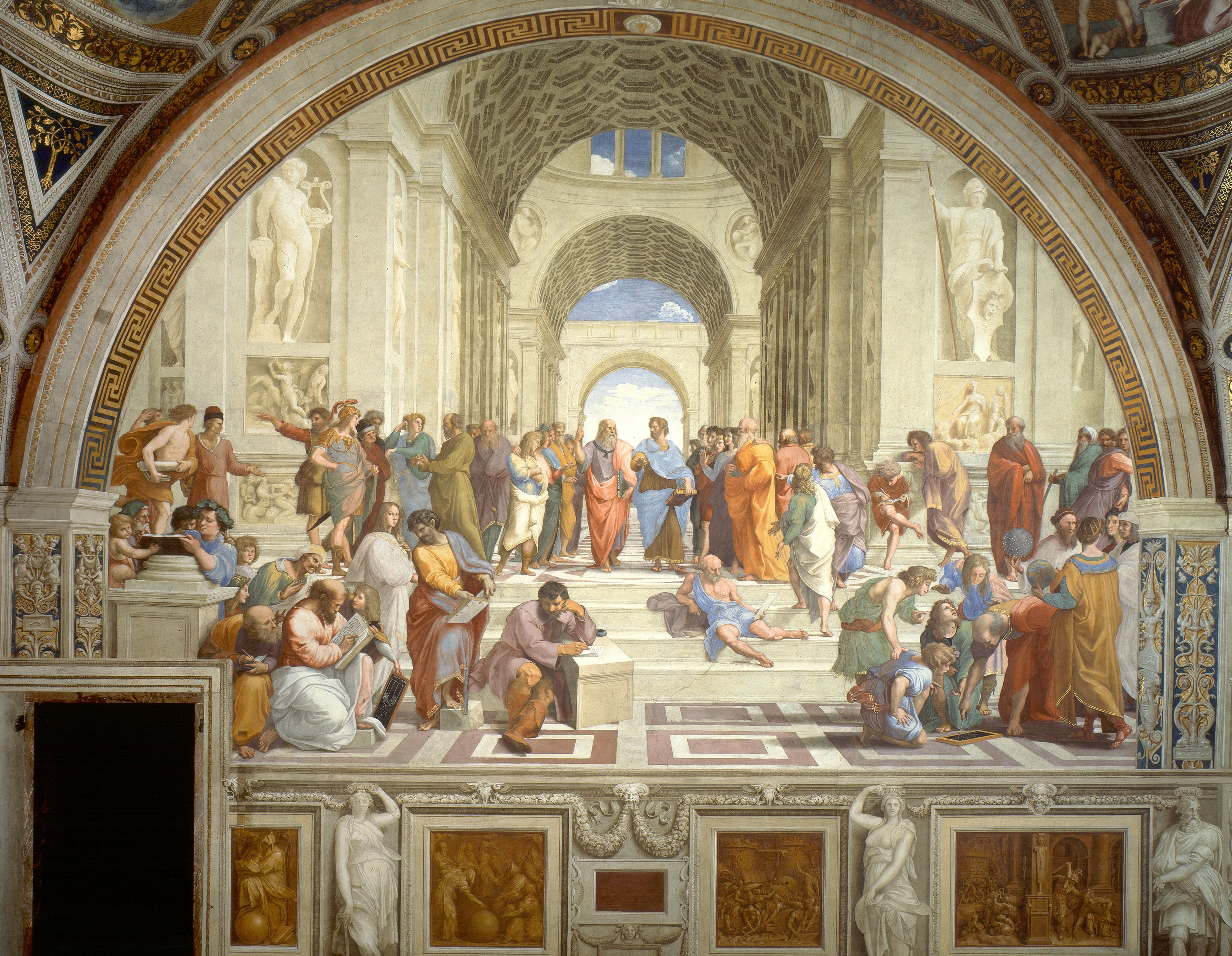
Tranh về triết học, Trường phái Athena, tranh tường 1511

Từ năm 1508, ông nhận lời mời của Giáo hoàng, đã vẽ một chùm bích hoạ trong thánh thất Vatican trong vòng 5 năm. Cho đến tận ngày nay ta cũng có thể chiêm ngưỡng tác phẩm đó ở 4 bức bích hoạ trên 4 bức tường trong thánh thất Vatican (Bốn gian phòng Raffaello).
Năm đó Giáo hoàng đã yêu cầu Raffaello vẽ 4 bức bích hoạ hàm chứa 4 nội dung: Thần học, Triết học, Văn nghệ, Pháp luật. Trong bức Triết học là một toà kiến trúc lớn trải dài từ gần đến xa, xa hơn là một mái vòm. Hai nhà triết học vĩ đại đi phía trước là Platon và Aristotle, phía sau là những nhà triết học, khoa học cổ Hi Lạp. Raffaello muốn thể hiện cho những người kế tục tư tưởng văn hoá cổ Hy Lạp đã vượt lên trên thế hệ trước của mình. Nói tóm lại, Raffaello đã từ bỏ lối vẽ cứng nhắc khi bàn về vấn đề Tôn giáo mà thay vào đó là những nội dung tư tưởng phục hưng văn hoá cổ Hi Lạp, hình thành nên những cấu tứ độc đáo, mới lạ.
Ngoài chuyên môn họa sĩ, Raffaello còn là một kiến trúc sư lỗi lạc. Bằng chứng là việc thiết kế nhà thờ Thánh Pie tại Vatican ở Roma. Ông cũng đã có những đóng góp quan trọng trong quy hoạch tổng thể Nhà thờ lớn và đồng thời còn là người phụ trách công việc thi công công trình này.
Khi công trình chưa hoàn thành thì ông mất ở tuổi 37 vào năm 1520. Với những cống hiến to lớn của mình thì danh hiệu Thánh hội họa của thời kì văn hóa Phục Hưng xứng đáng với ông. Nội dung thường là tôn giáo và lịch sử.

## Một số tác phẩm

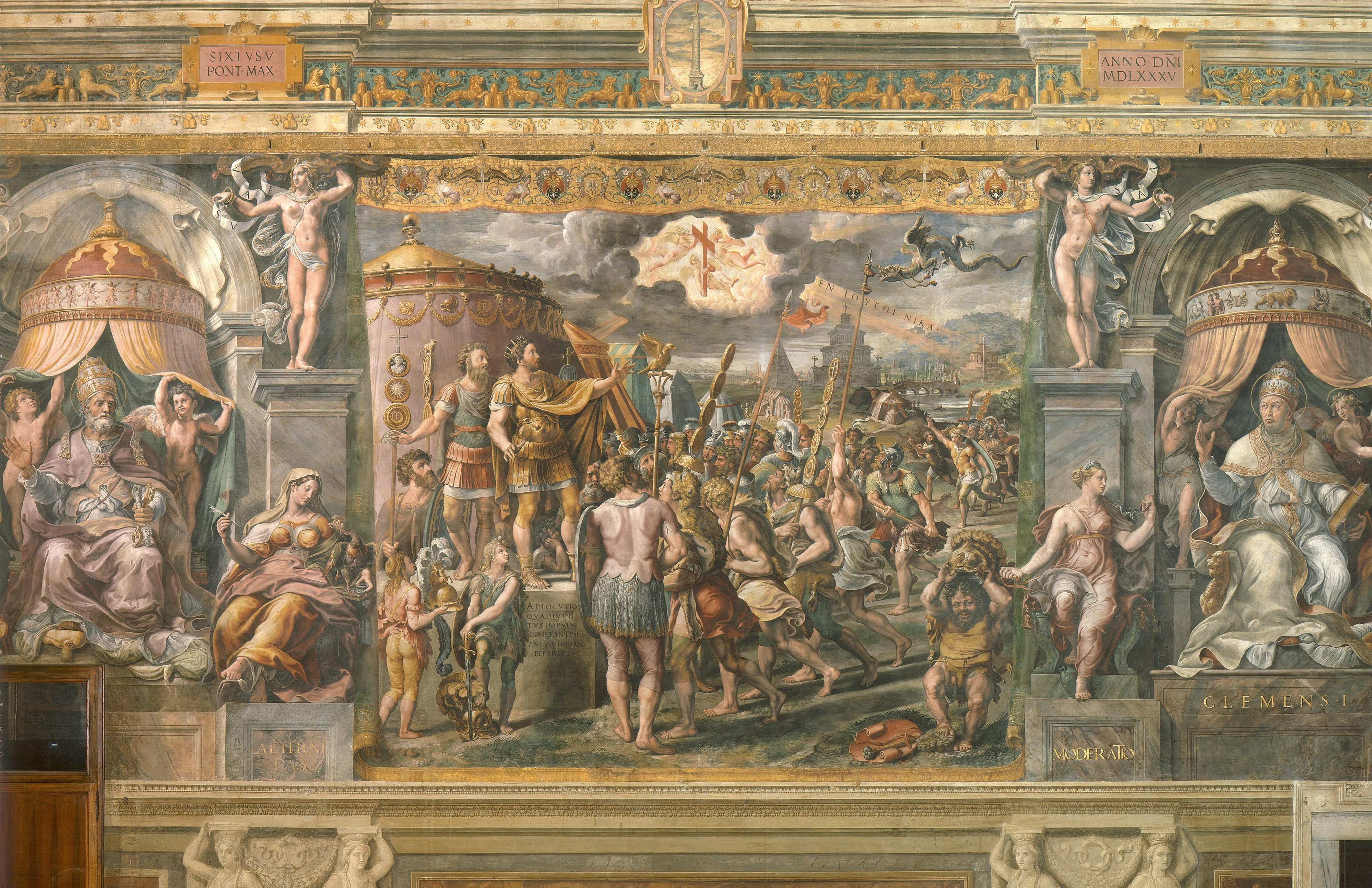
Thập tự giá hiển thánh, 1520–1524, tại Bốn gian phòng Raffaello bên trong Điện Tông Tòa
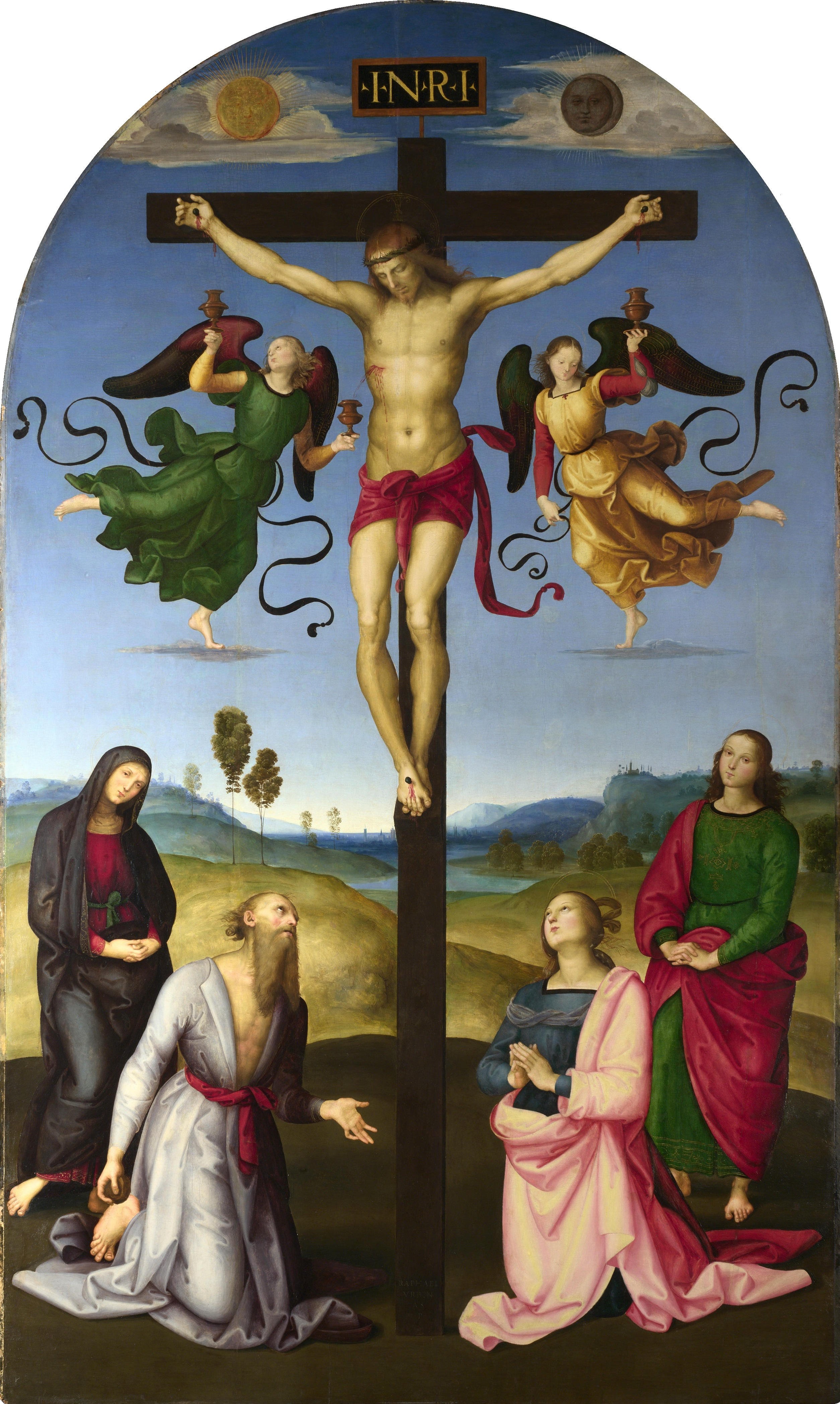
Chúa Kitô bị đóng đinh, 1502–3, theo phong cách Perugino
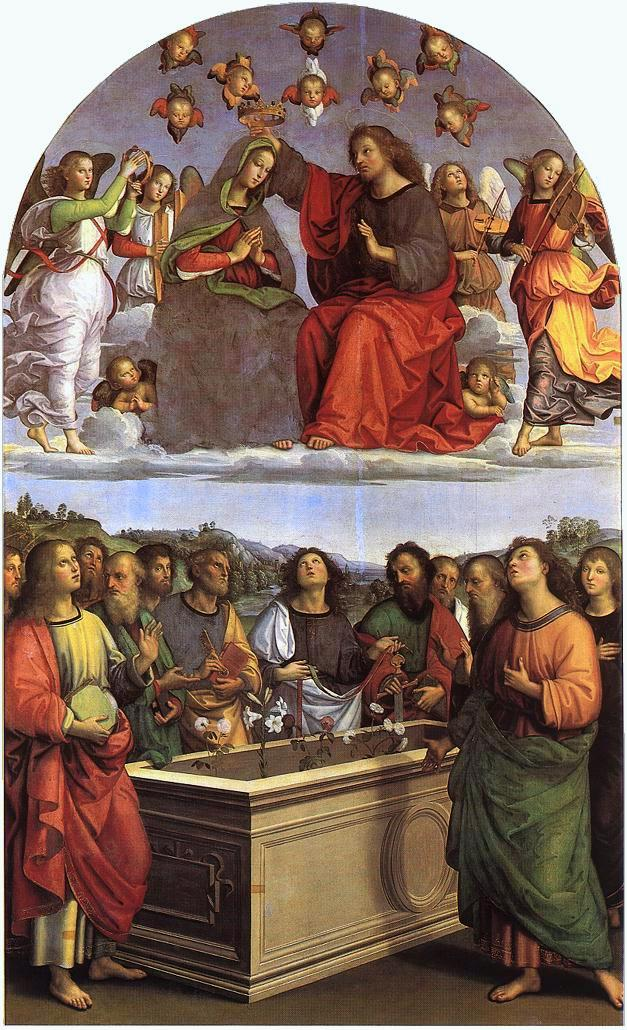
Sự vinh danh của Đức Trinh nữ Marira, 1502–3
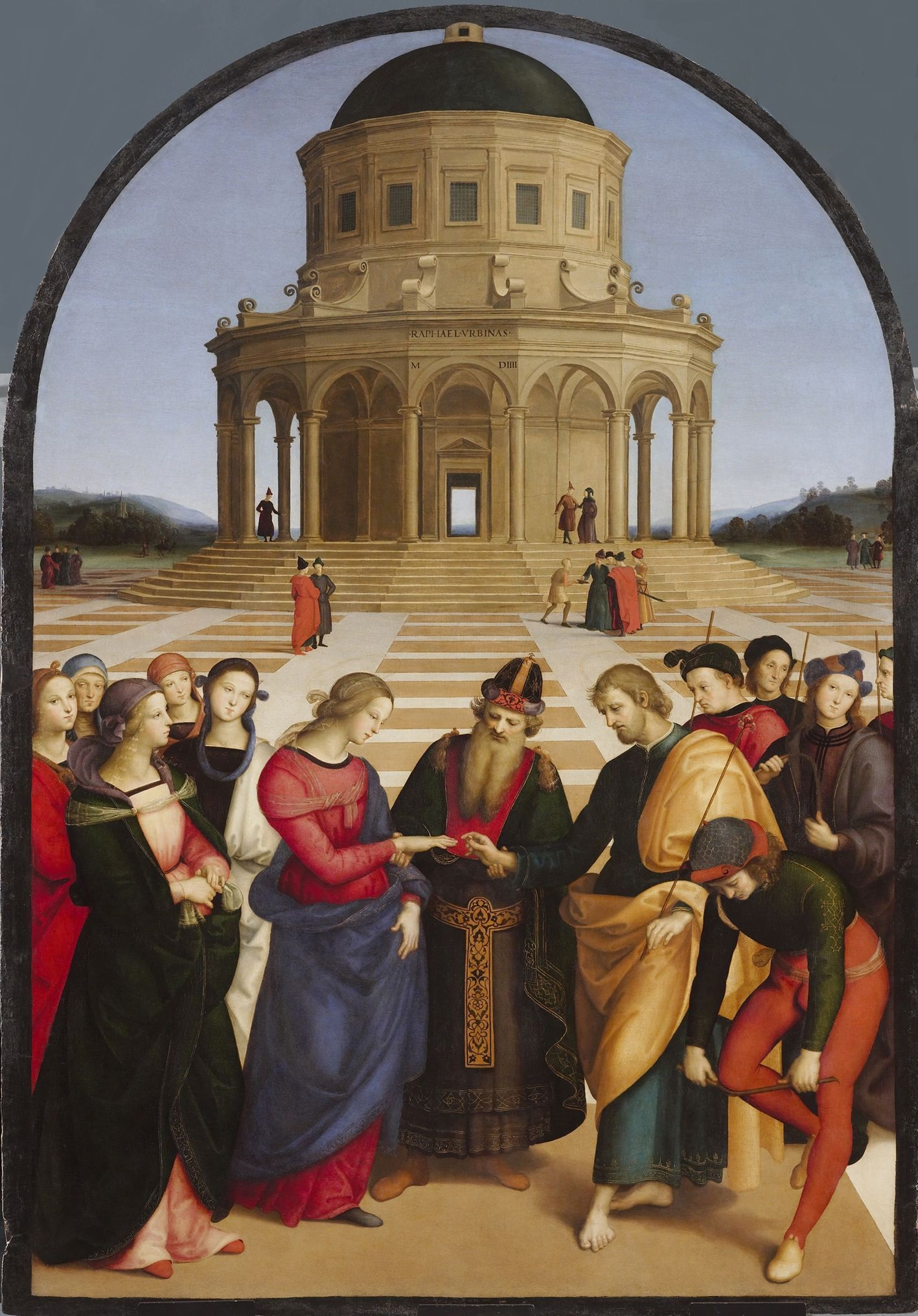
Hôn lễ Đức Trinh nữ, từ 1502 đến 1504, Tranh bàn thờ tinh vi nhất của Raphael thời kỳ này
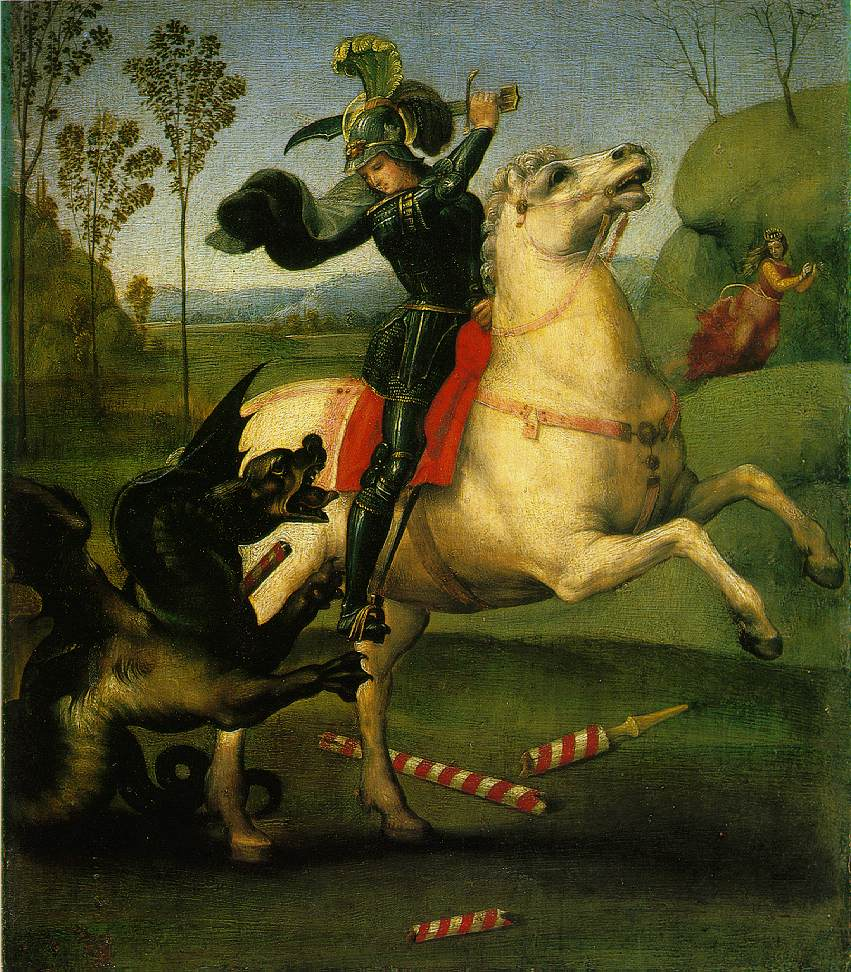
Thánh George và rồng
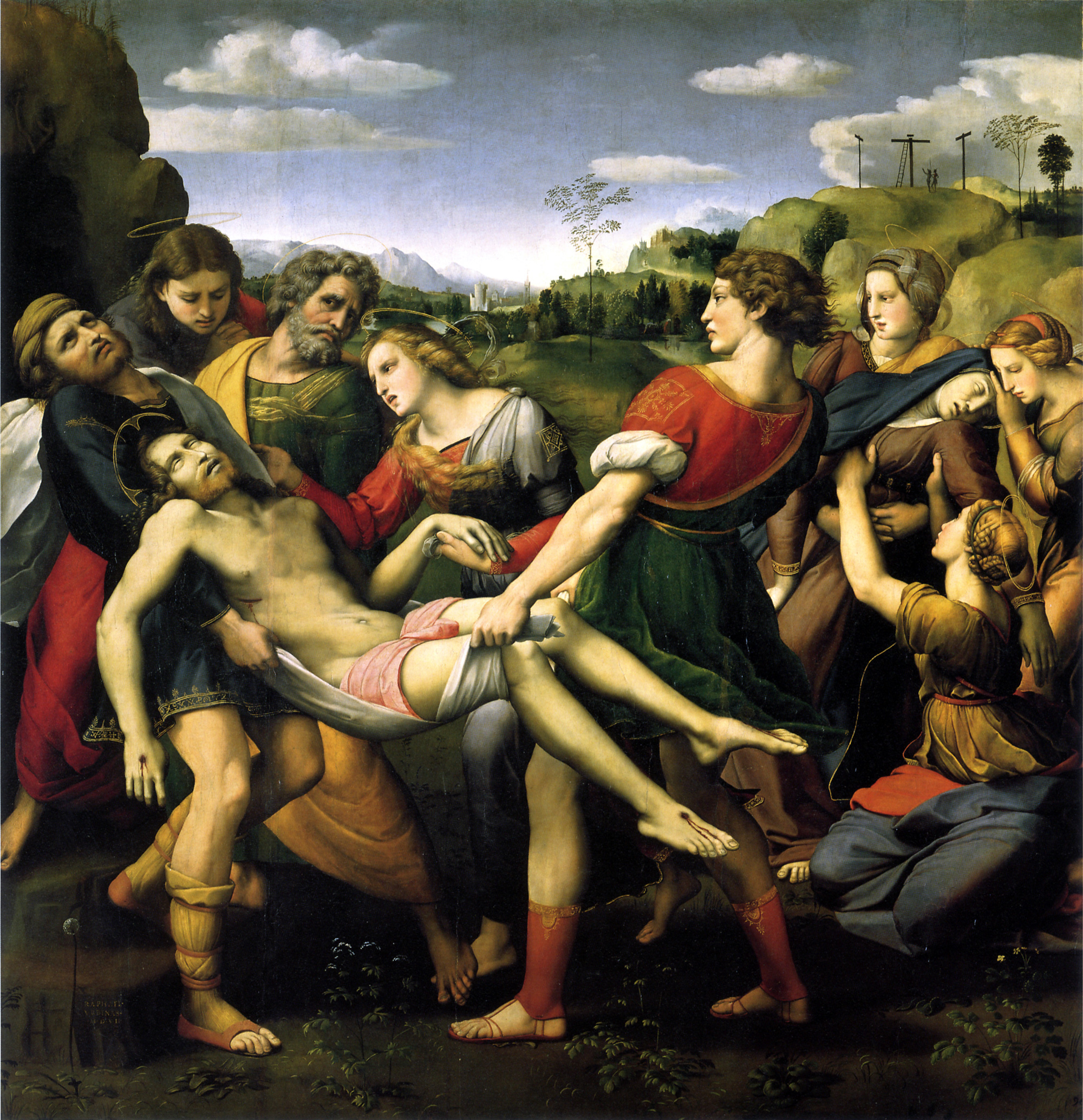
Khiêng vác thi thể Giê Su, 1507
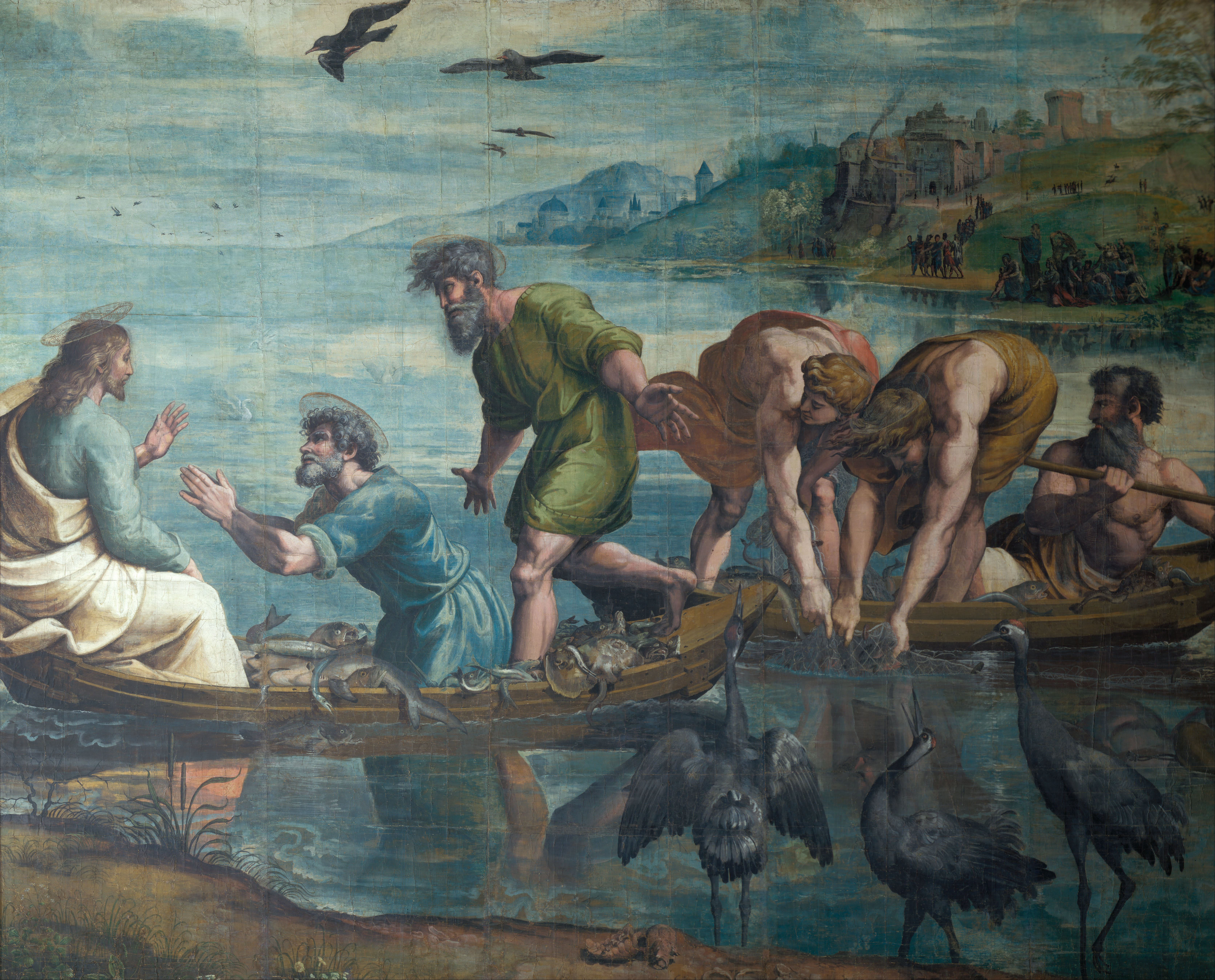
Giêsu hiện ra với các ngư phủ, 1515-1516

## Sách tham khảo
- Blunt, Anthony, Artistic Theory in Italy, 1450-1660, 1940 (refs to 1985 edn), OUP, ISBN 0-19-881050-4
- Gould, Cecil, The Sixteenth Century Italian Schools, National Gallery Catalogues, London 1975, ISBN 0-947645-22-5
- Roger Jones and Nicholas Penny, Raphael, Yale, 1983, ISBN 0-300-03061-4
- Landau, David in:David Landau & Peter Parshall, The Renaissance Print, Yale, 1996, ISBN 0-300-06883-2
- Pon, Lisa, Raphael, Dürer, and Marcantonio Raimondi, Copying and the Italian Renaissance Print, 2004, Yale UP, ISBN 978-0-300-09680-4
- Shearman, John; Raphael in Early Modern Sources 1483-1602, 2003, Yale University Press, ISBN 0-300-09918-5
- Vasari, Life of Raphael from the Lives of the Artists, edition used: Artists of the Renaissance selected & ed Malcolm Bull, Penguin 1965 (page nos from BCA edn, 1979)
- Wölfflin, Heinrich; Classic Art; An Introduction to the Renaissance, 1952 in English (1968 edition), Phaidon, New York.